# Semlyén Éva
Semlyén Éva (Balázsfalva, 1917. november 3. – Kolozsvár, 1986. szeptember 16.) erdélyi magyar pedagógiai író, tankönyvíró, műfordító. Semlyén István (1916) felesége.

## Életútja, munkássága
Elemi és középiskolai tanulmányait szülővárosában végezte (1934), 1939-ben a kolozsvári I. Ferdinand Egyetemen angol, német és esztétika szakból szerzett tanári diplomát. Az 1930-as évek második felében Ploiești-ben a román–amerikai petróleumvállalatnál fordítóként dolgozott. 1940-ben költözött Kolozsvárra. 1944-ben deportálták. A haláltáborokból hazatérve 1948–54 között a kolozsvári kereskedelmi leányiskola tanára, 1955–76 között a Bolyai Tudományegyetem, közben (1955–57) a Mezőgazdasági Főiskola adjunktusa.
Szakcikkeit a Tanügyi Újság, a Revista de Pedagogie, valamint a Studia Universitatis Babeş–Bolyai, Ser. Philologia közölte. Angolból fordított rövidebb terjedelmű írásokat a Korunk, illetve a Kriterion Könyvkiadó számára. Figyelemmel követte az angol nyelvterületen megjelenő módszertani kiadványokat az angol mint idegen nyelv tanításának módszertani kérdéseiről. Két módszertani könyvében külön is foglalkozott a magyar tannyelvű iskolákban angol nyelvet tanítók és hallgatók sajátos kérdéseivel. 1956–73 között Kristóf Saroltával és Neufeld Ágnessel részt vett mintegy harminc V–XII-es angol tankönyv átdolgozásában a magyar tannyelvű osztályok részére.

## Kötetei
- Collection of english textes (Berger Olgával, Kolozsvár, 1958);
- An English Teaching Methodology (Bukarest, 1967);
- An English Teaching Methodology Handbook (David J. Filimonnal, Bukarest, 1973);
- Teaching English as a Foreign Language. A Set of Visual Aids with Teacher guide (David J. Filimonnal, Bukarest, 1978).